# جیرجیرک پشت‌سپری دروغین کریستین
جیرجیرک پشت‌سپری دروغین کریستین (نام علمی: Acilacris kristinae) نام یک گونه از تیره جیرجیرک‌های بیشه است.